# Escándalos periodísticos
Los escándalos de periodismo son incidentes o actos de alto perfil, ya sean intencionales o accidentales, que van en contra de la ética y los estándares generalmente aceptados del periodismo, o que violan la que se considera misión "ideal" del periodismo que es: informar eventos y temas noticiosos de manera precisa y justa. 
Como la cara reconocible de investigación y presentación de informes de los medios de comunicación, los periodistas suelen estar obligados a seguir varios estándares periodísticos. Estos pueden ser escritos y codificados, o las expectativas habituales. Los estándares típicos incluyen referencias a la honestidad, evitar el sesgo periodístico, demostrar responsabilidad, encontrar un equilibrio adecuado entre la privacidad y el interés público, evitar el conflicto de intereses financiero o romántico y elegir medios éticos para obtener información. 
Los escándalos periodísticos son escándalos públicos, derivados de incidentes en los que a los ojos de algún partido, se incumplen estas normas de manera significativa. En la mayoría de los escándalos periodísticos, se producen actos deliberados o accidentales que van en contra de la ética y los estándares periodísticos. 

## Características comunes
Los escándalos periodísticos incluyen: plagio, fabricación y omisión de información; actividades que violan la ley, o violan las reglas éticas; la alteración o puesta en escena de un evento que está siendo documentado; o haciendo que los informes sustancial o la investigación de los errores con los resultados que lleva a difamatorias declaraciones o difamatorias. 
Todos los escándalos periodísticos tienen el factor común de que cuestionan la integridad y la veracidad del periodismo. Estos escándalos cambian la atención y el escrutinio público hacia los medios de comunicación. Debido a que la credibilidad es la moneda principal del periodismo, muchas agencias de noticias y medios de comunicación masivos tienen códigos estrictos de conducta y los aplican, y utilizan varias capas de supervisión editorial para detectar problemas antes de que se distribuyan las historias. 
Sin embargo, en algunos casos, investigaciones posteriores descubrieron que los controles y saldos periodísticos establecidos en las salas de redacción fallaron. En algunos casos, los editores principales no logran captar el sesgo, la difamación o la fabricación insertada en una historia por un reportero. En otros casos, las comprobaciones y los saldos se omitieron en la prisa por obtener una noticia importante y de última hora para presionar (o al aire). Además, en muchos casos de difamación y difamación, la publicación habría tenido pleno apoyo de la supervisión editorial en caso de periodismo amarillo. 